# Новацкий, Иван Николаевич
Иван Николаевич Новацкий (27 августа [8 сентября] 1825 — 4 [17] июля 1902) — российский хирург, заслуженный профессор Московского университета.

## Биография
Происходил из мещанского сословия; родился в селе Вознесенское в Юхновском уезде Смоленской губернии 27 августа (8 сентября) 1825 года в семье вольноотпущенного. 
Окончил Смоленскую гимназию (1847), затем — курс на медицинском факультете Московского университета (1852) в звании лекаря 1-го отделения. По окончании курса работал ассистентом терапевтического отделения университетской госпитальной  клиники, у И. В. Варвинского. 
Во время Крымской войны был военным хирургом, работал в Симферополе под началом Н. И. Пирогова, затем вернулся в Московский университет. 
С ноября 1856 по октябрь 1861 года был ординатором Екатерининской больницы. В августе 1859 года защитил в Харьковском университете диссертацию на степень доктора медицины «О первичном натяжении при заживании ран» и в феврале 1860 года был утверждён адъюнктом по кафедре госпитальной хирургической клиники; в декабре 1863 года стал доцентом оперативной хирургии. С 1868 года — экстраординарный профессор по кафедре госпитальной хирургической клиники. В том же году он был назначен главным врачом Екатерининской больницы, которой руководил до 1899 года, предложил перенести университетские клиники на Девичье поле. С 1870 года — ординарный профессор, с 1885 года — заслуженный профессор Московского университета. 
Был членом-учредителем Московского хирургического общества, в котором затем в течение целого ряда лет занимал должность председателя. В 1870 году первым в Москве с успехом произвел чревосечение.
В 1872 году Новицкий подал в медицинский факультет Московского университета записку с предложением продать здания университетских клиник на ул. Рождественка и на вырученные деньги построить современные клиники на новом месте; в 1873 году проект был забаллотирован, но вновь рассмотрен в октябре 1882 года и утверждён. Однако после создания Клинического городка на Девичьем поле сам Новицкий остался в Екатерининской больнице, которой заведовал до 1900 года, продолжая преподавать курс госпитальной хирургической клиники. В 1872 году получил высочайшую благодарность за труды по предотвращению холеры в Москве. В 1877 году был командирован в штаб действующей армии на Дунае, позже состоял членом попечительского совета заведений общественного призрения в Москве.
Умер 4 (17) июля 1902 года в селе Кунцево возле Москвы.

## Главные работы
- О первичном натяжении при заживании ран: дис. — М., 1854.
- К вопросу о гигиенических условиях современного госпиталя: речь // Отчёт Московского университета за 1873 г.
- Об антисептических приёмах лечения ран // Revue de clinique et therap. — 1891.